# 타히루 콩가쿠
타히루 콩가쿠(프랑스어: Tahirou Congacou, 1911년~1993년 6월 15일)는 베냉의 정치가로, 다호메이로 알려진 1960년대에 가장 활동적이었다. 그는 1964년부터 1965년까지 국회의장을 지냈고, 그 자격으로 1965년 11월 29일부터 12월 22일까지 베냉의 대통령 권한대행을 지냈다. 그는 또한 1965년 외무장관 대행을 지냈다.

## 초기 정치 경력
콩가쿠는 1913년 덴디 가문에서 태어나 주구 왕가의 후손이었다. 그의 조상들은 주구 왕국의 구전 관리자들이었다. 식민지 다호메이에서 콩가쿠는 니키에서 소공으로 일했다. 제2차 세계 대전 후, 그는 다호메이 총회의 부대표였다. 그는 1952년부터 1957년까지 다호메이 지방 의회에서도 활동했다. 1963년 위베르 마가가 물러났을 때 콩가쿠는 새로운 국민당인 다호민(PDD) 사무부총장과 함께 국회의장으로 선출되었다. 그는 1964년 1월부터 1965년 11월까지 다호메이 국회의장을 지냈다.

## 다호메이 대통령
1965년 11월 29일, 크리스토프 소글로 장군은 쥐스탱 아호마데그베토메탱의 권한을 강제로 제거했다. 그는 다호메이 헌법 제17조와 제35조의 규정에 따라 일시적으로 콩가쿠에 권력을 넘겼다. 콩가쿠는 당시 다호메이 정치를 지배했던 지역주의를 종식시키기 위해 국가 연합을 결성하는 임무를 맡았다.
콩가쿠의 정부는 그 자신과 4명의 기술 관료로 구성되어 있었고, 12월 4일 PDD를 해체하고 정치범들을 석방했다. 헌법 7조에 따라, 정권은 1966년 1월 18일까지 선거를 치르도록 강요받았다.
새 대통령이 실패하자, 소글로는 1965년 12월 22일 콩가쿠를 권좌에서 물러나게 했다.

## 후기 생애
에밀 데를랭 진수 대통령 시절 콩가쿠는 1968년 10월 설립된 사회경제위원회 위원장이었다. 콩가쿠는 1993년 6월 15일에 죽었다.